# Nuno Belchior
Nuno Ricardo Santos Belchior, noto semplicemente come Nuno Belchior (Barreiro, 9 ottobre 1982), è un giocatore di beach soccer portoghese, campione del mondo con la Nazionale portoghese nel 2015 e nel 2019.

## Palmarès

### Club
- Supercoppa italiana: 1

Cavalieri del Mare: 2008

### Nazionale
- Euro Beach Soccer Cup: 1

2006
- Euro Beach Soccer League: 2

2007, 2008
- Mundialito: 1

2008